# Улица Стендера (Рига)
Улица Сте́ндера (латыш. Stendera iela) — улица в Северном районе Риги, в историческом районе Межапаркс. Пролегает в юго-восточном направлении, от проспекта Межа до перекрёстка с улицей Клайпедас. Общая длина улицы — 899 метров.
Улица Стендера на всём протяжении покрыта асфальтом, движение двустороннее. Общественный транспорт по улице не курсирует, но на проспекте Межа есть остановка «Stendera iela».

## История
Впервые упоминается списке улиц города за 1903—1908 годы (по другим источникам — в 1911 году), первоначально под названием Кёльнская улица (латыш. Ķelnes iela, нем. Kölnerstraße). С 1915 по 1917 год была временно переименована в Камскую улицу, затем первоначальное название было возвращено. В 1923 году улица получила своё современное наименование (в честь лютеранского теолога и просветителя, основателя латышской светской литературы Г. Ф. Стендера), которое больше не изменялось.

## Застройка и достопримечательности

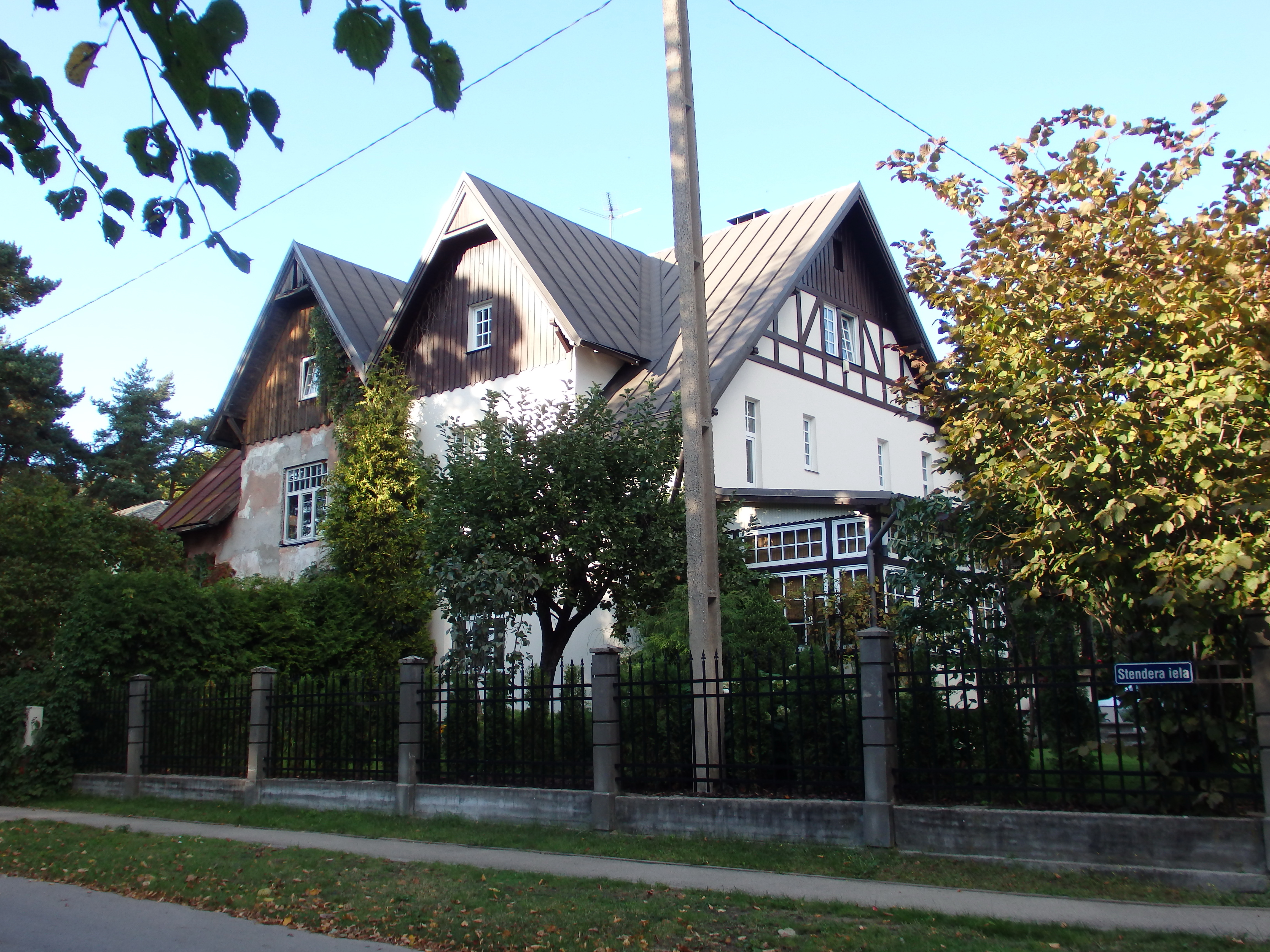
Улица Стендера, 9 / Стокхолмас, 69

Улица Стендера застроена частными домами, из которых признаны памятниками архитектуры:
- Дом 3 (архитекторы П. Калныньш, М. Озмидов, 1932, 1938) — памятник архитектуры государственного значения.
- Дом 9 (из двух половин, другой адрес — ул. Стокхолмас, 69; архитектор Г. Тизенгаузен, 1911) — памятник архитектуры государственного значения.
- Дом 10 (архитектор П. Берзкалнс, 1932) — памятник архитектуры местного значения.
- Дом 11 (из двух половин, другой адрес — ул. Стокхолмас, 60; архитектор Г. Тизенгаузен, 1911) — памятник архитектуры местного значения.

## Прилегающие улицы
Улица Стендера пересекается со следующими улицами:
- проспект Межа
- улица Матера
- проспект Сигулдас
- проспект Висбияс
- улица Стокхолмас
- улица Клайпедас